# Lidija Liepiņa
Lidija Karłowna Liepiņa (ros. Лидия Карловна Лепинь (Лие́пиня), ur. 23 marca?/4 kwietnia 1891 w Petersburgu, zm. 4 września 1985 w Rydze) – łotewska i radziecka fizykochemiczka, akademiczka Akademii Nauk Łotewskiej SRR, Bohaterka Pracy Socjalistycznej (1965).

## Życiorys
Liepiņa była córką łotewskiego inżyniera leśnictwa Kārlisa Iwanowicza Liepiņša i Rosjanki Jekatieriny Aleksiejewnej Szełkowskiej. W 1908 roku ukończyła ze złotym medalem żeńskie gimnazjum w Moskwie, później pobierała prywatne lekcje z rosyjskiego języka i literatury, matematyki i języka francuskiego. Do 1917 roku uczyła się chemii na Wydziale Fizyczno-Matematycznym Moskiewskich Wyższych Kursów Żeńskich.
Podczas I wojny światowej wraz ze swoim nauczycielem N. Szyłowem testowała wojskowy sprzęt ochrony przeciwgazowej, pracując nad stworzeniem pierwszej w Rosji maski przeciwgazowej. Po wojnie pracowała w Moskiewskim Instytucie Gospodarki Narodowej im. Marksa jako pierwsza kobieta wykładowca i do 1930 roku kierowała tam laboratorium analizy ilościowej, jednocześnie pracując w Moskiewskiej Wyższej Szkole Technicznej, gdzie w 1926 roku zorganizowała pierwsze w ZSRR laboratorium syntezy nieorganicznej. Od 1920 do 1930 roku pracowała w Rosyjskim Naukowo-Badawczym Instytucie Chemicznym jako pracowniczka naukowa. W 1922 roku na cztery miesiące wyjechała do Niemiec, odwiedzając laboratoria fizyczne.
Kiedy w 1932 roku w Moskwie powstała Wojskowo-Chemiczna Akademia Armii Czerwonej, Liepiņa została w niej kierownikiem działu fizyki koloidowej (do 1942 r.). W 1937 roku otrzymała od Prezydium Akademii Nauk ZSRR stopień doktora nauk chemicznych bez obrony pracy dyplomowej. Od 1941 do 1943 roku kierowała działem chemii ogólnej Moskiewskiego Uniwersytetu Państwowego. Od 1946 roku pracowała w Rydze jako profesorka chemii fizycznej miejscowego uniwersytetu, jednocześnie będąc profesorką Instytutu Chemii Akademii Nauk Łotewskiej SRR. W latach 1958–1959 byłą dyrektorką tego instytutu. W 1951 roku, jako pierwsza kobieta, została członkiem rzeczywistym Akademii Nauk Łotewskiej SRR. W latach 1958–1972 kierowała działem chemii fizycznej Ryskiego Instytutu Politechnicznego.
Liepiņa napisała ponad 210 publikacji naukowych. Wielokrotnie brała udział w międzynarodowych konferencjach i zjazdach chemików, m.in. w Niemczech, Wielkiej Brytanii i Włoszech. Została pochowana na Cmentarzu Leśnym w Rydze.

## Odznaczenia
- 1960: Order Czerwonego Sztandaru Pracy[1]
- 1965: Medal Sierp i Młot Bohatera Pracy Socjalistycznej[1]
- 1965: Order Lenina[1]
- 1981: Order Przyjaźni Narodów[1]
- Medal „Za ofiarną pracę w Wielkiej Wojnie Ojczyźnianej 1941–1945”[1]